# Mel Gonçalves
Mel Gonçalves de Oliveira (Goiânia, 14 de diciembre de 1991), también conocido como Mel (MEL estilizado), es una cantante y presentadora brasileña. Comenzó su carrera conocida como Candy Mel, cuando era el vocalista de Banda Uó junto a Mateus Carrilho y Davi Sabbag.

## Biografía
Mel fue criada por su tía y su abuela. Enfrentó muchos prejuicios en su niñez y adolescencia. A los 16 años de edad asumió su identidad de género como mujer trans.

### 2010-2018: Banda Uó
Mel, junto a Mateus Carrilho y Davi Sabbag, se mudaron de Goiânia a São Paulo en 2011 en busca de mejores oportunidades laborales para su grupo musical. Banda Uó pronto logró el reconocimiento nacional al mezclar la música pop con otros géneros musicales, como la tecnobrega.
En 2016, Mel fue la primera mujer trans en protagonizar una campaña para la marca de cosméticos Avon. En la campaña #EuUsoAssim, Mel habló de belleza y cáncer de mama mientras realizó un tutorial de maquillaje con productos en tonos rosas y morados.

### 2016: Estación Plural
En 2016, Mel pasó a formar parte del elenco de presentadores del programa de debate Estação Plural junto a la cantautora Ellen Oléria y el periodista Fernando Oliveira. El programa de TV Brasil habló sobre diversidad, derechos humanos y ciudadanía. Todos los presentadores eran parte del colectivo LGBT y cada semana recibían un invitado para hablar de temas de interés para las personas queer.

### 2018-presente: Post-Banda Uó
Desde 2018, Mel buscó consolidar su carrera en solitario como cantante y ha colaborado con el grupo de carnaval Domingo Ela Não Vai cantando canciones axé.
Mel debutó en el cine en la película Vento Seco, de Daniel Nolasco, que fue seleccionado para el Festival Internacional de Cine de Berlín de 2020. La película tiene una temática LGBTQIA+ y también cuenta con Leandro Faria Lelo, Rafael Theophilo, Renata Carvalho, Del Neto, Macelo D'Avilla, Leo Moreira Sá y Conrado Helt.

## Vida personal
En 2022, Mel tuiteó sobre ser demisexual.